# Jelnik (rejon griazowiecki)
Jelnik (ros. Ельник) – wieś w Rosji, w rejonie grazowieckim obwodu wołogodzkiego. W 2002 liczyła 2 mieszkańców, od 2010 populacja miejscowości nie uległa zmianie.